# Vol Aeroflot 505
Le vol Aeroflot 505 s’écrasa après son décollage à Tachkent. Le vol 505 était un vol matinal reliant Tachkent à Chakhrisabz, situé alors tous deux dans la république socialiste soviétique d'Ouzbékistan (maintenant en Ouzbékistan). Le vol décolla juste une minute et demi après un Iliouchine Il-76, et rencontra sa turbulence de sillage. Le Yakovlev Yak-40 s’inclina brusquement vers la droite, heurta le sol et prit feu. L’intégralité des neuf personnes à bord périt.